# Gorenstein–Haradas sats
Inom matematiken är Gorenstein–Haradas sats, bevisad av Gorenstein och  Harada (1973, 1974) i en artikel på 464 sidor, ett resultat som klassificerar ändliga enkla grupper av sektionell 2-rang högst 4. Den är en del av klassificeringen av ändliga enkla grupper.
Ändliga enkla grupper av sektionell 2-rang minst 5 har Sylow-2-delgrupper med en självcentrerande normal delgrupp av rang minst 3, vilket betyder att de är antingen av komponenttyp eller karakteristik 2-typ. Gorenstein–Haradas sats reducerar alltså problemet av att klassificera ändliga enkla grupper till dessa två fall.